# Эренбург (Нижняя Саксония)
Эренбург (нем. Ehrenburg) — община в Германии, в земле Нижняя Саксония.
Входит в состав района Дипхольц. Подчиняется управлению Швафёрден. Население составляет 1572 человека (на 31 декабря 2010 года). Занимает площадь 48,96 км².
| Год  | Население |
| ---- | --------- |
| 1990 | 1628      |
| 1995 | 1760      |
| 2000 | 1747      |
| 2005 | 1691      |
| 2010 | 1553      |